# Teatrul național
Teatrul național este o operă literară scrisă de Ion Luca Caragiale.